# F-Secure Antivirus
F-Secure Anti-Virus — антивірусне програмне забезпечення розроблене фінської компанією F-Secure. Антивірус заснований на ядрі BitDefender, а також використовує власні розробки компанії, серед яких виділяється DeepGuard: спеціальний комплекс, який проводить захист від невідомих вірусів.  До версія 2010 року використовувалось ядро Лабораторії Касперського. Також програма F-Secure Anti-Virus виводить на екран гаджет з інформацією про наявний стан системи. Вартість системи складає €65,90 на рік для трьох комп’ютерів (по €22 з кожного). Є версія російською мовою.